# 蚌埠公交微3路

蚌埠公交微3路，是中国安徽省蚌埠市的一条社区巴士线路，使用8米纯电动空调车。由客运南站开往余庆苑，由蚌埠市公共交通集团有限公司运营、管理。

## 历史

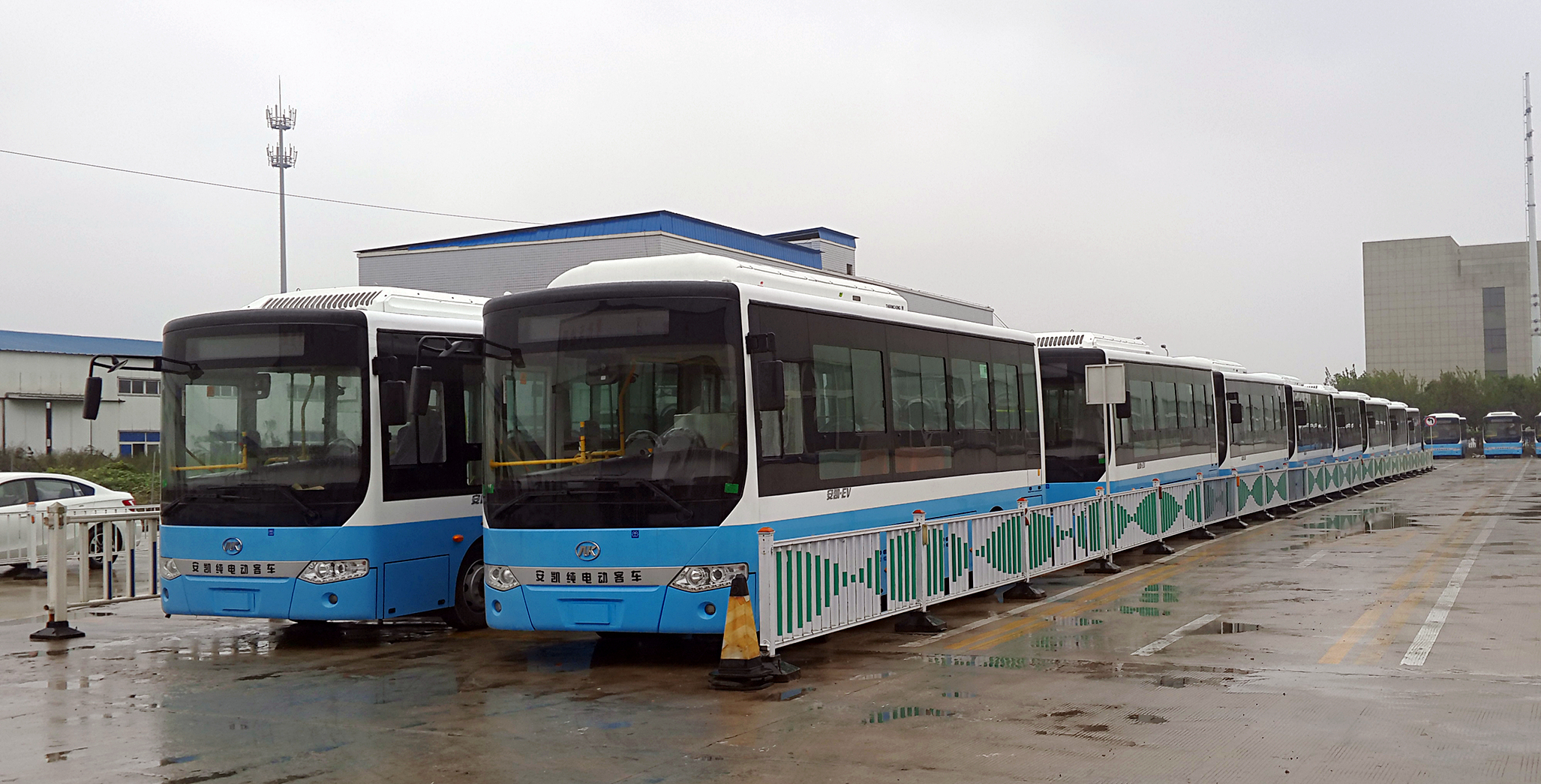
整装待发的微3线车辆
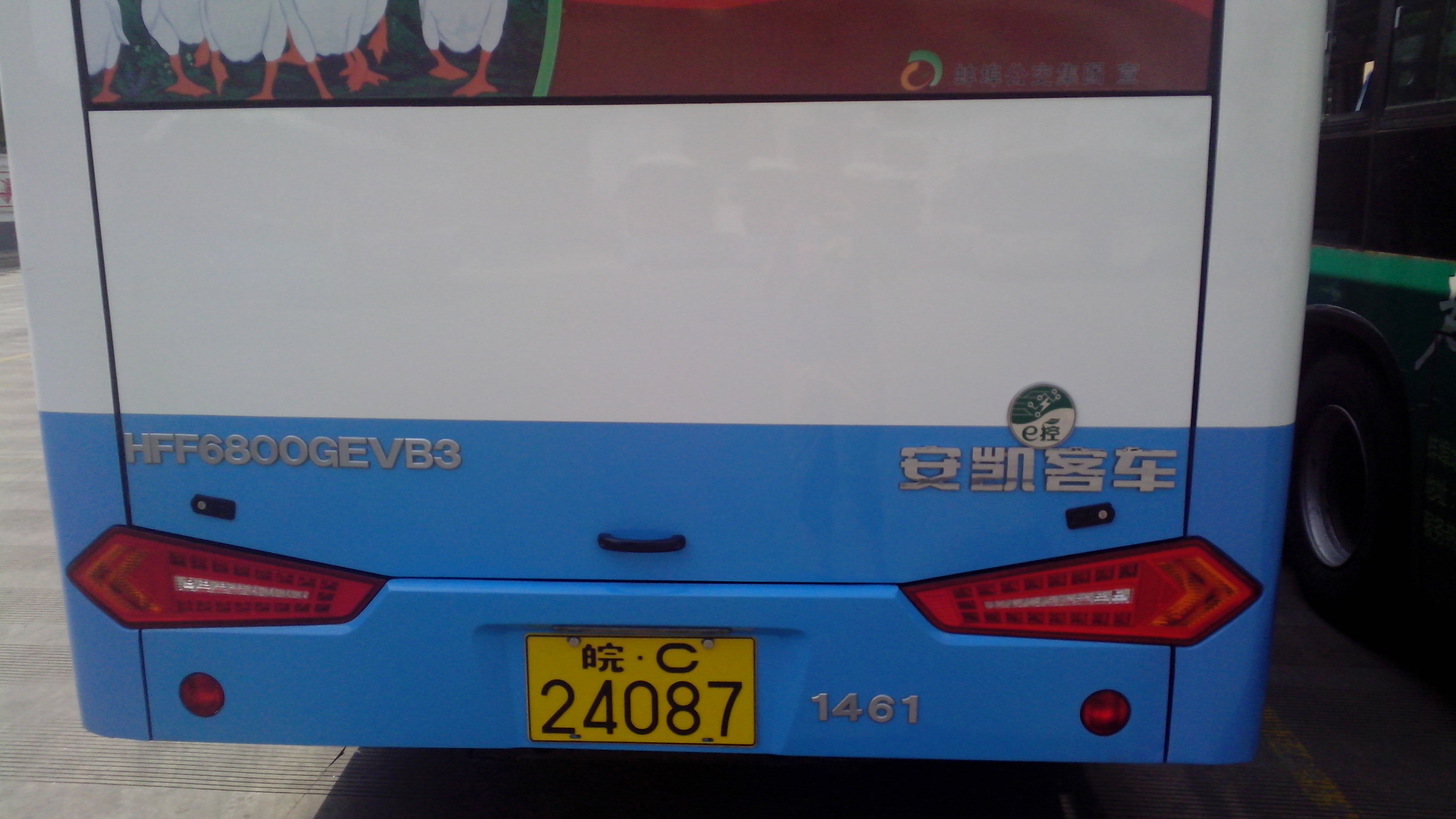
微3路配属的安凯HFF6800GEVB3车辆
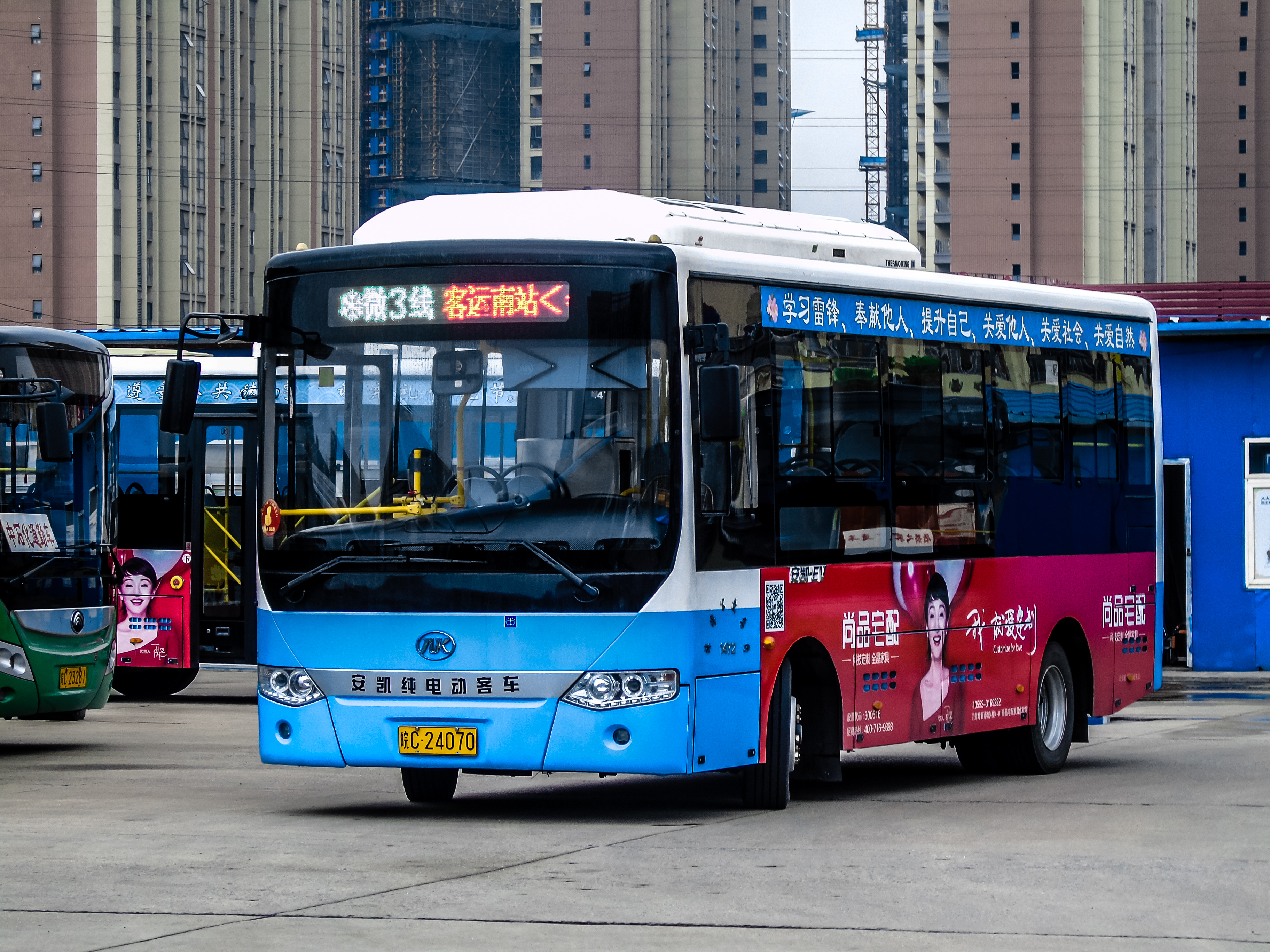
微3线在客运南站

- 2017年1月27日，为方便市民乘公交出行，解决部分路段公交盲区，蚌埠公交集团公司将于20日开通客运南站至余庆苑线路， 线路命名为微3线。这是继去年11月18日首条微公交线路微1线和1月初微2线开通后的第3条微公交线路。车型为全新购置的安凯HFF6800GEVB3型8米纯电动空调车。[3][4][5][6]

## 站点

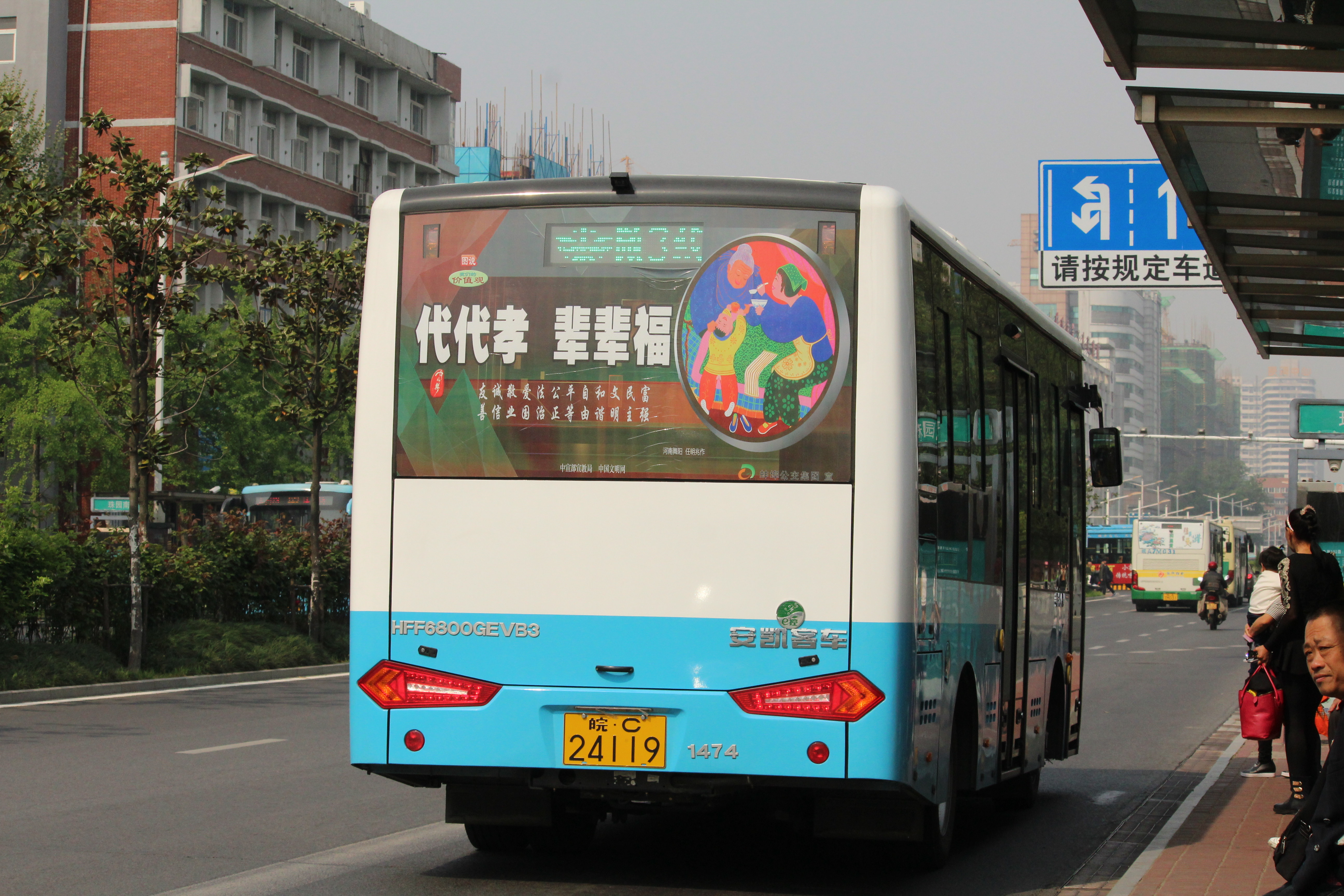
蚌埠公交微3路尾部

### 途经站
- 往余庆苑 ： 客运南站 - 南施家 - 光彩市场 - 万达蚌埠金街 - 东海大道·万达广场 - 金奥华府 - 蓝天城东门 - 碧水湾西门 - 中国银行 - 中信银行 - 延安路·体育路 - 津浦大塘 - 中荣街 - 第二人民医院 - 延安路·光明街 - 蚌医一附院南 - 唐家花园 - 余庆苑
- 往客运南站 ： 余庆苑 - 唐家花园 - 蚌医一附院南 - 延安路·光明街 - 第二人民医院 - 中荣街 - 津浦大塘 - 延安路·体育路 - 中信银行 - 中国银行 - 碧水湾西门 - 蓝天城东门 - 金奥华府 - 东海大道·万达广场 - 万达蚌埠金街 - 光彩市场 - 南施家 - 客运南站

### 换乘站
以下内容均统计自：蚌埠市公共交通集团有限公司营运线路一览表
- 客运南站 ： 109路 110路 118路 130路 133路 136路 140路 156路 303路 215路
- 南施家 ： 103路 110路 机场专线
- 光彩市场 ： 123路 138路 156路
- 中国银行 ： 102路 125路 环线1路
- 中信银行 ： 102路 106路 109路 123路
- 津浦大塘南 ： 102路 105路 106路 108路 116路 118路
- 中荣街 ： 101路 102路 环线1路 302路
- 蚌医一附院南 ： 107路 111路

## 票价
- 未持卡乘客普通车投币1元，空调车投币2元。
- 持普通电子钱包卡普通车0.9元/次，空调车1.8元/次。
- 持学生月票卡普通车0.18元/次，成人卡0.36元/次，空调车加1元。
- 持老人卡、拥军卡、爱心卡的乘客免费乘车。[10]

## 资料来源
1. ↑  .   [2017-07-07]. （原始内容存档于2018-01-01）.
2. ↑  .   [2017-07-07]. （原始内容存档于2017-08-02）.
3. ↑  .   [2017-07-07]. （原始内容存档于2017-07-31）.
4. ↑  .   [2017-07-07]. （原始内容存档于2017-08-01）.
5. ↑  .   [2017-07-07]. （原始内容存档于2019-07-27）.
6. ↑  .   [2017-07-07]. （原始内容存档于2019-07-23）.
7. ↑  .   [2017-07-07]. （原始内容存档于2019-07-25）.
8. ↑  .   [2017-07-07]. （原始内容存档于2017-07-07）.
9. ↑  蚌埠年三十开通微3公交线路[永久]
10. ↑  .   [2017-07-07]. （原始内容存档于2018-03-09）.